# Növényeket ábrázoló zászlók képtára
Ez a galéria növény motívumot ábrázoló zászlókat mutat be.

## Olajág

Ciprus zászlaja
A Norvég nemzetőrség tábornokának zászlaja
ENSZ zászlaja

## Virág, virágzat

Annapolis, Maryland
Baskíria zászlaja
Új-Fundland és Labradori Francia Területek zászlaja
Hamilton, Ontario
Hampshire
Hongkong zászlaja
Kalmükföld zászlaja
Kansas
Makaó zászlaja
Mandzsukuo császárának zászlaja
Montréal
Az Északi terület zászlaja
Oppland megye
Yorkshire
Japán császárának zászlaja
Japán miniszterelnökének zászlaja

### Liliom díszek

Bosznia-Hercegovina zászlaja (1991-1998)
Burgundia
Detroit, Michigan
Flevoland
Fort Wayne, Indiana
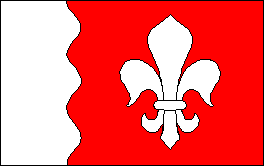
Jõelähtme, Észtország
Lincolnshire
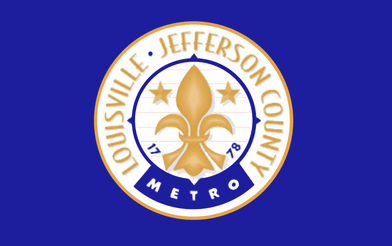
Louisville, Kentucky
Montréal
New Orleans, Louisiana
Pikárdia
St. Louis, Missouri
Québec

## Levél

Kanada zászlaja
Új-Zéland zászlaja (nem hivatalos, 2001)
Új-Zéland zászlaja (nem hivatalos, 2004)
Ontario zászlaja
Toronto

## Fa

Aragónia zászlaja
Egyenlítői-Guinea zászlaja
Greenbelt, Maryland
Guam zászlaja
Libanon zászlaja
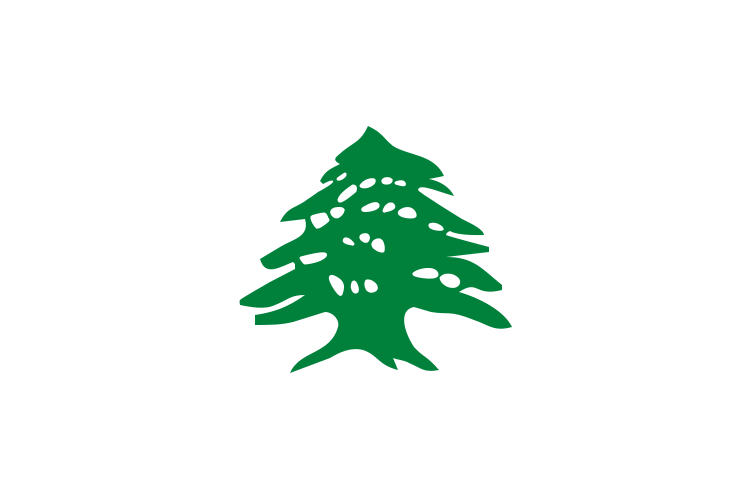
Libanon zászlaja (18. század)
Francia Libanon (1919–1943)
Massachusetts tengerészeti orr-árbóc lobogó
Norfolk-sziget zászlaja
Pinang
Peru zászlaja
Prince Edward Island zászlaja
Dél-Karolina zászlaja
Saskatchewan zászlaja
Tokelau zászlaja
Vest-Agder megye

## Más növények

Eritrea zászlaja
Fresno, Kalifornia
Grenada zászlaja
Mexikó zászlaja
Nevada zászlaja